# Путевые Усадьбы 1331 км
Путевые усадьбы 1331 км — упразднённый в 2009 году посёлок в Мурманской области. Входил на момент упразднения в городской округ город Оленегорск.

## География

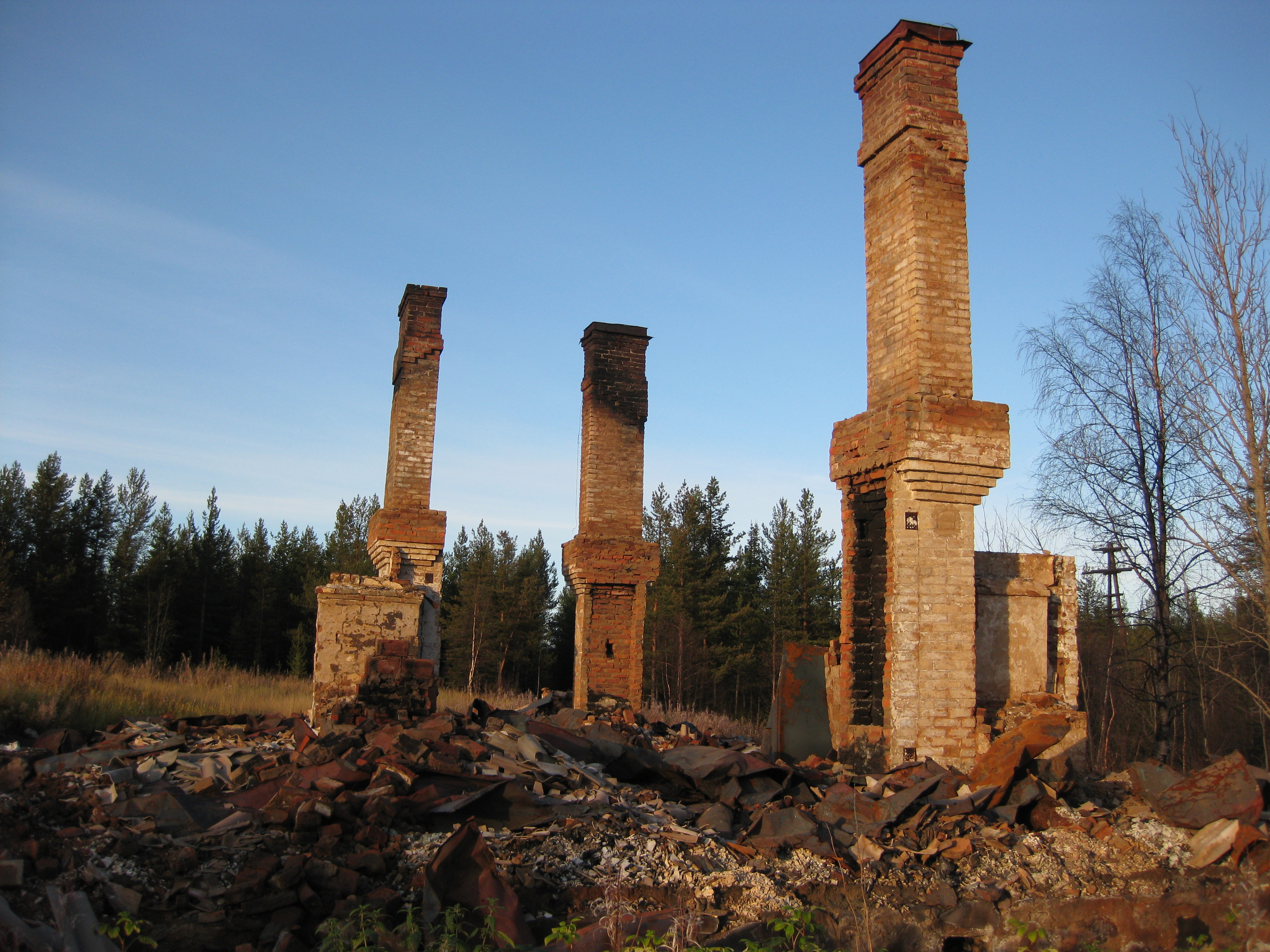
Разрушенный дом в посёлке

Расположен на реке Куреньга близ озера Круглое при остановочном пункте 1331 (или 1130) километр, в 2 км от Оленегорска.

## История
Возник при строительстве железной дороги Санкт-Петербург — Мурманск и назван по километровой отметке.
Законом Мурманской области № 1156-01-ЗМО от 23 ноября 2009 года населённый пункт был упразднён в связи с отсутствием проживающего населения.

## Население
В 2005 году в посёлке числился 1 житель.

## Инфраструктура
Путевое хозяйство.

## Транспорт
Железнодорожный транспорт.